# Барановский, Николай Иванович
Никола́й Ива́нович Барано́вский (12 (24) декабря 1829—29 мая (10 июня) 1878) — русский сенатор, тайный советник.

## Биография
Происходил из дворян Могилевской губернии Барановских; его отец, Иван Григорьевич Барановский (1785—1863) владел имением в с. Выдренка. В 1848 году окончил Императорское училище правоведения и служил сначала в III-м департаменте Сената; затем в 1856 году был назначен товарищем председателя тифлисской палаты уголовного и гражданского суда.
Продолжая службу до 1876 года в Тифлисе, Барановский исправлял должность председателя коммерческого суда (1857); состоял помощником Дюкруаси, командированного для расследования беспорядков в Мингрелии (1857), и Старицкого — по составлению проекта межевания в Закавказском крае (1860); с 1860 по 1863 г. был тифлисским вице-губернатором; с 1863 года — директором департамента общих дел главного управления наместника кавказского, с 1868 года — директором департамента главного управления; назначался членом и председателем почти во все комиссии и комитеты, возникавшие тогда при управлении наместника кавказского по многоразличным нуждам и потребностям вновь присоединённого края. Но особенное значение имело его многостороннее участие в устройстве межевой части, в управлении государственными имуществами, в освобождении крестьян от крепостной зависимости, во введении судебной реформы, в преобразовании городского управления, в учреждении тифлисского банка, в реорганизации гражданского управления всего Закавказская края и проч.
9 декабря 1876 года, Барановский был назначен сенатором, но вскоре, вследствие расстроенного здоровья, скончался. Похоронен в Исидоровской церкви Александро-Невской Лавры.
Старший орден, полученный Барановским, — орден Св. Анны 1-й степени.